# Callicera
Callicera je holarktički rod osolikih muva
To su izdužene osolike muve, sa upadljivo dugim antenama, srednje veličine do prilično velike (dužine krila 9·75–15 mm). One imitiraju bumbare. Sve vrste se smatraju retkim. Larve Callicera žive u vlažnim rupama prezrelog drveća kao saprofage. Callicera su korišćene kao bioindikatori. U Srbiji živi četiri vrste iz ovog roda.

## Vrste u Srbiji
Callicera aenea - bronzana dupljašica
Callicera aurata - planinska dupljašica
Callicera fagesii - prolećna dupljašica 
Callicera spinolae - bršljanova dupljašica

## Poznate vrste
- C. aenea (Fabricius, 1781)[14]
- C. aurata (Rossi, 1790)
- C.christiani (Ghorpade, 1982)
- C.doleschalli (Verrall, 1913)
- C. duncani Curran, 1935
- C. erratica (Walker, 1849)
- C. exigua Smit, 2014
- C. fagesii Guérin-Menéville, 1844
- C. macquarti Rondani, 1844
- C. montensis Snow, 1892
- C. nitens (Coe, 1964)
- C.poultoni (Verrall, 1913)
- C.robusta (Coe, 1964)
- C. rohdendorfi Zimina, 1982
- C. rufa Schummel, 1842
- C.sackeni (Verrall, 1913)
- C. scintilla Smit, 2014
- C. spinolae Rondani, 1844
- C. sumatrensis (Meijere, 1919)

## Spoljašnje veze
- Images representing Callicera